# Typothorax
Genre
Espèces de rang inférieur
- † T. coccinarum Cope, 1875
- † T. antiquum Lucas et al., 2002

Synonymes
- † Episcoposaurus Cope, 1887
- † Episcoposaurus horridus Cope, 1887

Typothorax est un genre d'aétosaures, ordre éteint de reptiles du Trias supérieur. Ses restes ont été trouvés aux États-Unis (Arizona, Nouveau-Mexique, Texas).
Deux espèces sont connues : T. coccinarum, l'espèce type, et T. antiquum,.